# Hypoatherina
Hypoatherina – rodzaj ryb z rodziny aterynowatych (Atherinidae).

## Klasyfikacja
Gatunki zaliczane do tego rodzaju:
- Hypoatherina barnesi
- Hypoatherina crenolepis
- Hypoatherina harringtonensis
- Hypoatherina ovalaua
- Hypoatherina temminckii
- Hypoatherina tropicalis
- Hypoatherina tsurugae
- Hypoatherina valenciennei
- Hypoatherina woodwardi